# 林森 (韓国の政治家)
林 森（イム・サム、朝鮮語: 임삼、1923年2月2日 - 2005年10月24日）は、大韓民国のジャーナリスト、政治家。維新政友会所属の第9代韓国国会議員。

## 経歴
日本統治時代の平安北道龍川郡または京城府（現・ソウル特別市）出身。慶北大学校大学院修了、1960年慶熙大学校大学院修了。1950年に国防部傘下の勝利日報の記者、1956年にソウル新聞の記者を経て、1960年から韓国日報記者・駐日特派員・政治部長・編集副局長、農業政策審議会委員を務めた。1973年から1976年3月11日まで、維新政友会所属の国会議員として活動していた。
2005年10月24日死去。享年82。